# Синагога Ножик
„Ножик“ е единствената синагога във Варшава, оцеляла след Втората световна война.

## История
Идеята за построяването на синагогата се ражда през 1892 г. На 11 април 1893 г. единственият еврейски нотариус във Варшава, Шимон Ландау, подписва нотариален акт, благодарение на който Залман Ножик закупува парцел на ул. „Тварда“ 6 за 157 хил. рубли. През пролетта на 1898 г. е започнат строежът на синагогата, ръководен от специално свикания Комитет по построяване на синагогата.
Строежът на светинята е оценен на 250 хил. рубли, които са предоставени изцяло от семейство Ножик. На 28 февруари 1902 г. Комитетът по построяването на синагогата информира, че проектът е завършен. Тържественото откриване е на 12 май 1902 г.

### Втора световна война
През 1939 г. синагога Ножик е една от петте най-големи синагоги във Варшава. През 1940 г. е затворена и разрушена от хитлеристите. След създаването на Варшавското гето попада на територията на т.нар. „малко гето“.
На 20 май 1941 г. немските власти позволяват да бъдат отворени три синагоги за вярващите, сред които е и синагога Ножик. През юли 1942 г. синагогата отново е затворена, а след премахването на т.нар. „малко гето“, попада на територия от арийската част.
По време на Варшавското въстание синагогата претърпява сериозни разрушения вследствие на уличните боеве и бомбардировки, но благодарение на солидната си конструкция не рухва.

### Следвоенен период
След приключването на войната синагогата е частично ремонтирана, с помощта на средства, предоставени от оцелели евреи. През юли 1945 г. се провежда първата следвоенна служба. През август 1946 г. синагогата е посетена от главния равин на Палестина Исак Херцог.
Макар че сградата се ползва от Конгрегацията на Мойсеевото изповедание във Варшава, по право принадлежи на Общинския съвет, който отдава синагогата под наем за много висока сума. Поради тази причина конгрегацията решава да се обърне към съда, за да получи право на собственост върху земята, върху която е построена синагогата. Процесът завършва позитивно за конгрегацията, но Prokuratoria Generalna (държавна организационна единица, създадена да осигури правна защита на интересите на Република Полша) обжалва решението с основанието, че тогавашната конгрегация (през 1948) няма нищо общо с някогашната еврейска община. След последвалия нов процес синагогата става собственост на конгрегацията.
През 1951 г. настъпва официалното следвоенно откриване. През 1968 г. синагогата е затворена, а литургиите се отслужват в стая в съседна сграда. След ликвидирането на Конгрегацията на Мойсеевото изповедание, синагогата преминава към Религиозния съюз на Мойсеевото изповедание. През 1977 – 1983 г. е направен основен ремонт на синагогата с цел възвръщане на вида ѝ от началото на XX в., а откъм източната страна е разширена. По това време от синагогата изчезват много оригинални елементи.
На 18 април 1983 г., на 40-ата годишнина от Въстанието във Варшавското гето, за пореден път синагогата е тържествено открита. На събитието присъстват главният равин на Тел Авив Ицхак Френкел, архиепископ Кажимеж Майдански, представители на правителството и градските власти на Варшава, църковни представители. През 1985 г. тук се състои бар мицва на Матеуш Кос, първата от дълги години, подобна церемония в Полша.
През 1988 г., за първи път от приключването на Втората световна война, варшавското еврейско общество може да отправя своите молитви в синагогата с равин. През 1989 г. синагогата получава като дарение от САЩ свитък с Мойсеевото петокнижие, който напълно отговаря на религиозните изисквания на варшавската еврейска общност. По-рано такъв екземпляр липсва във Варшава.
На 19 април 1993 г. по време на служба в памет на 50-ата годишнина от избухването на Въстанието във Варшавското гето, за първи път в историята на християнско-еврейските отношения католически епископ, архиепископ Хенрик Мушински и равинът на Варшава Михаел Шудрих се молят заедно в синагогата.
Опит за опожаряване
В началото на 1990-те години се стига до няколко антисемитски акта. Най-опасният от тях се случва в нощта на 25 срещу 26 февруари 1997 г., когато се опитват да опожарят божия храм. Благодарение на бързата реакция на минувач, както и на умелите действия на пожарникарите, е разрушено само преддверието на синагогата. Виновните за това не са хванати, а в медиите се появяват хипотези за провокативния характер на престъплението.
През 1999 г. община Варшава-Център подпомага финансово реставрирането на опожареното преддверие.
2000 – 2005 г.
През 2001 г. община Варшава-Център предоставя средства, които са вложени за защита на синагогата от влага.
На 12 октомври 2001 г. в синагогата пристигат предмети на религиозния култ, ограбени от хитлеристите от една от варшавските синагоги. От септември до ноември 2002 г. продължава ремонтът на фасадата на синагогата, по която има следи от опита за опожаряване. На 6 ноември в преддверието на синагогата тържествено е открита паметна плоча, посветена на спонсора на ремонта.
На 3 януари незнайни извършители правят опит да разрушат синагогата. През април 2003 г. синагогата е посетена от президента на Израел Моше Кацав. По време на своята визита той връчва на петима поляци медали и дипломи „Праведник на света“.
На 8 април 2005 г. в синагогата се отправят молитви във връзка със смъртта на папа Йоан Павел II.
2006 – 2008 г.
През май 2006 г. в синагогата се провежда първата от повече от 60 години конференция на равините, в която взимат участие 25 равина от страните от Централна Европа. На нея се обсъждат въпроси за образованието на младежите, всекидневието на евреите и как да се привлекат повече хора към синагогата.
На 5 юни 2007 г. председателят на Европейския парламент Ханс-Герт Пьотеринг прави официално посещение на синагогата и се среща с представители на еврейската общност в Полша.
В дните 16 и 17 ноември 2007 г. молитви за шабат в синагогата отправя кантор Йосеф Маловани, един от най-добрите изпълнители на литургична музика на иврит. По-рано той изнася няколко концерта в синагогата, предимно по време на Фестивала на еврейската култура във Варшава.
От август до декември 2008 г. на синагогата е направен основен ремонт.
Посещение на президента
На 21 декември 2008 г. в синагогата се провежда церемония за запалването на първата свещ за Ханука, както и молитва за отбелязване на 90-ата годишнина от освобождението на Полша. По този повод президентът Лех Качински посещава синагогата, заедно със съпругата си Мария Качинска. Това е първото посещение на синагогата от действащ президент след края на Втората световна война.

## Културен център
Синагога Ножик е не само място за религиозни практики, но също така и бързо развиващ се център на еврейската култура. Тук се провеждат различни изложби, концерти и срещи.
От 8 декември 2001 г. до януари 2002 г. в синагогата е организирана първата изложба озаглавена „Памет. Еврейските паметници на Варшава“. Поводът е 100-годишнината на синагогата. Изложбата представя архивни и съвременни снимки на сградите и местата с особено значение за варшавските евреи; фрагменти от стари книги, молитвеници и др.
От 19 април до 30 юли 2007 г. са представени снимки от Варшавското гето, повечето от които непубликувани до момента.
От 2004 г. в синагогата се провежда Фестивал на еврейската култура. На концерта през 2007 г. присъстват президентът на Полша Александер Квашневски и неговата съпруга Йоланта Квашневска, кметът на Варшава Ханна Гронкевич-Валц и др.
|  | Тази страница частично или изцяло представлява превод на страницата Synagoga im. Małżonków Nożyków w Warszawie в Уикипедия на полски. Оригиналният текст, както и този превод, са защитени от Лиценза „Криейтив Комънс – Признание – Споделяне на споделеното“, а за съдържание, създадено преди юни 2009 година – от Лиценза за свободна документация на ГНУ. Прегледайте историята на редакциите на оригиналната страница, както и на преводната страница, за да видите списъка на съавторите. ВАЖНО: Този шаблон се отнася единствено до авторските права върху съдържанието на статията. Добавянето му не отменя изискването да се посочват конкретни източници на твърденията, които да бъдат благонадеждни. |